# Nationaal Open Strokeplay 2010

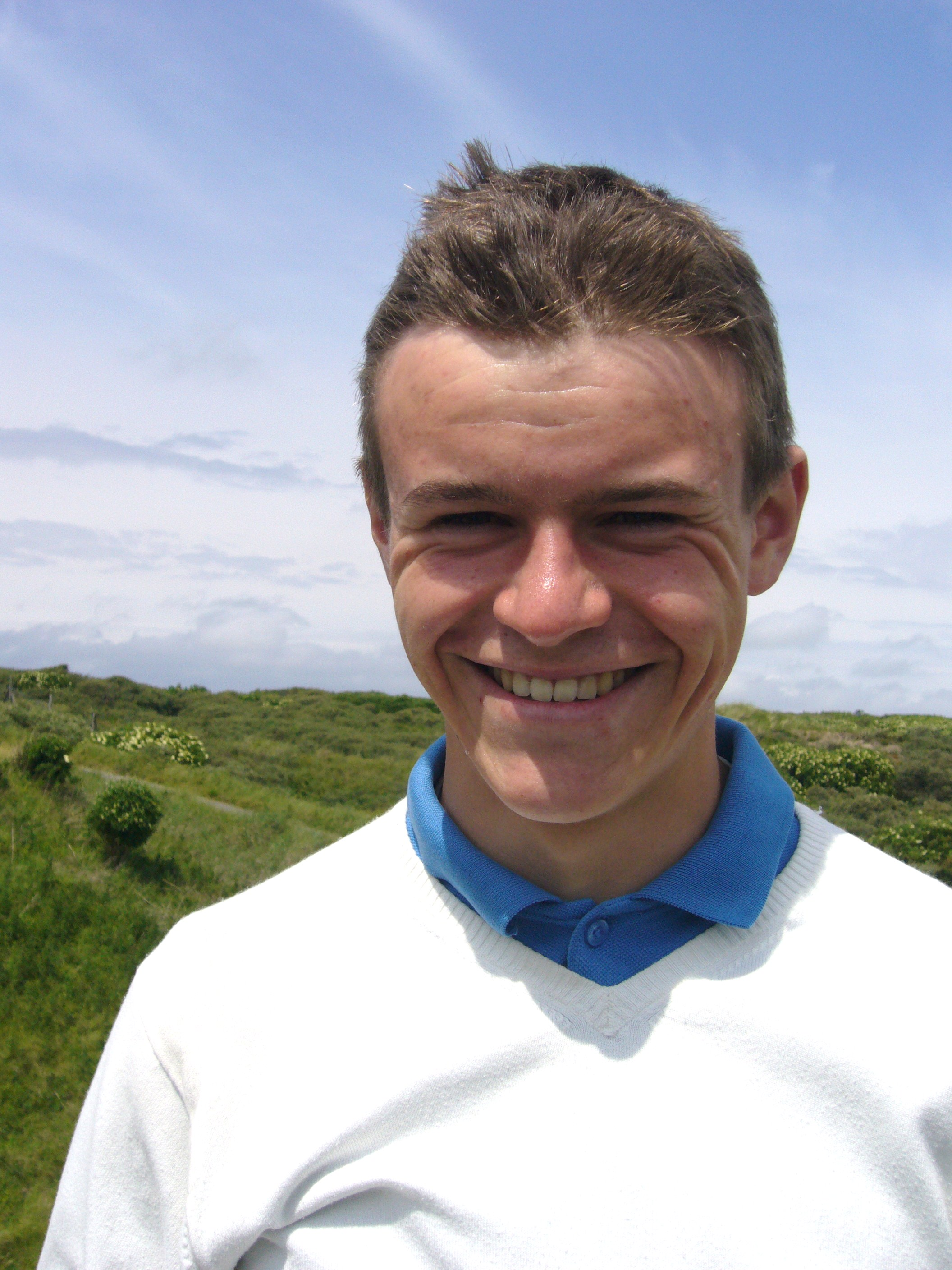
Daan Huizing
De Lage Vuursche.

Het Nationaal Open 2010 voor heren werd van dinsdag 8 juni tot en met vrijdag 11 juni gespeeld op de baan van de Oosterhoutse Golf Club, die dat jaar 25 jaar bestond. Na twee dagen was er een cut, waarna de beste 60 spelers (en spelers met dezelfde score als nummer 60) door gingen.
Het Nationaal Open 2010 voor dames werd van donderdag 17 tot en met zaterdag 19 juni gespeeld op de baan van Best Golf & Country Club.

## Nationaal Open Heren
Aan het Nationaal Open doen bij de heren evenveel amateurs als professionals mee. De winnaar mag meespelen op het KLM Open op de Hilversumsche Golf Club. Het prijzengeld bedraagt € 40.000.

### De baan
De baan ligt er mooi bij. Ze hebben last van engerlingen gehad, maar die zijn met knoflookwater besproeid en de slechte plekken hebben zich goed hersteld.

De par van de baan is 72. De baan heeft een baanrecord van 67 voor professionals en van 66 voor amateurs.

### Verloop

#### Ronde 1
Na de ochtendronde stonden acht spelers onder par. Zij werden aangevoerd door playing-pro John Boerdonk en amateurs Dylan Boshart en Pim Gebuis die allen 69 maakten. 's Middags maakten Sander van Duijn, Robin Kind en Jeroen Krietemeijer ook een ronde van 69, maar er kwam een nieuwe leider: amateur Daan Huizing met 67 (−5). Er staan 17 spelers onder par.

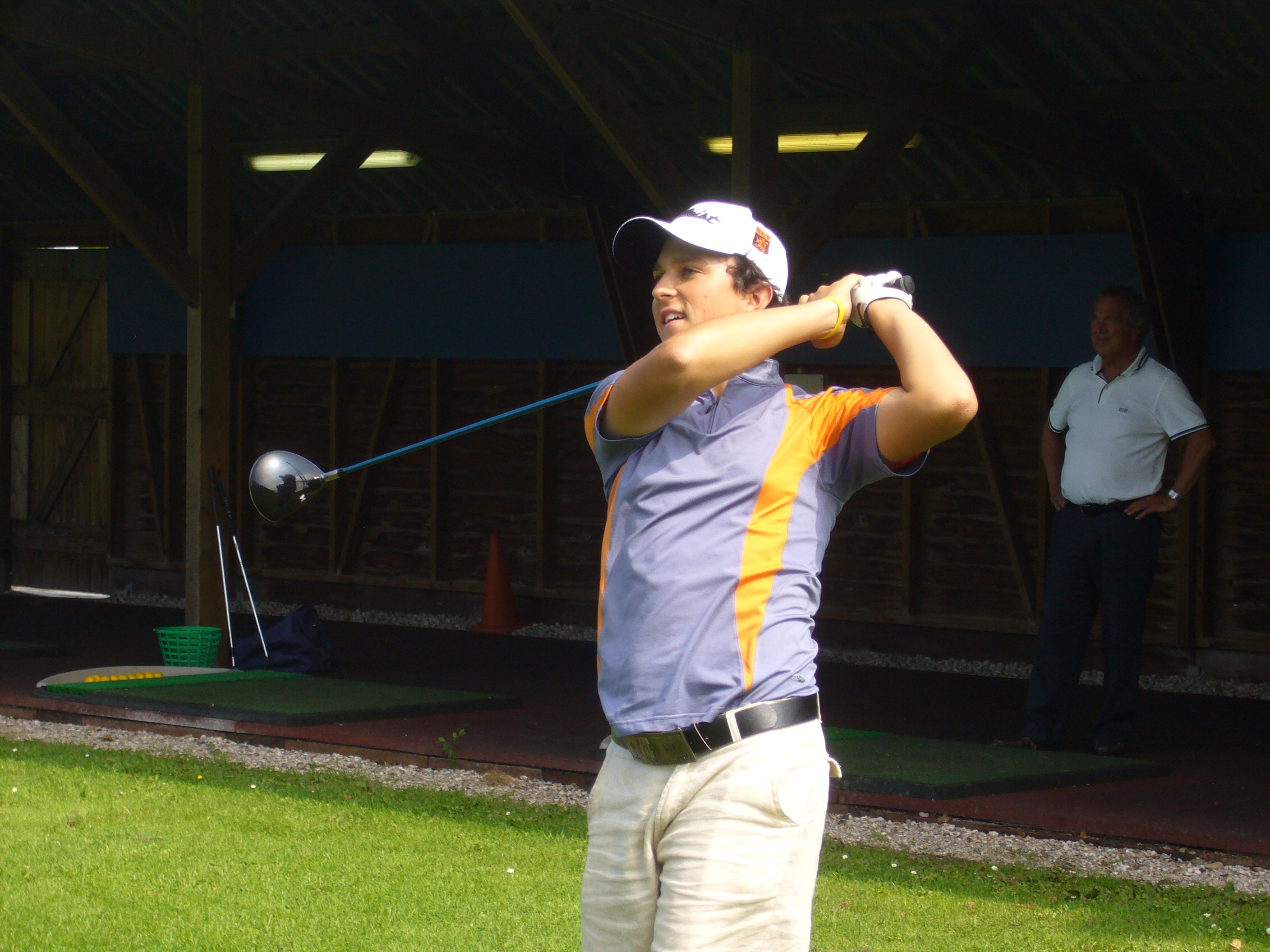
Dylan Boshart (1990) amateur, lid van Broekpolder
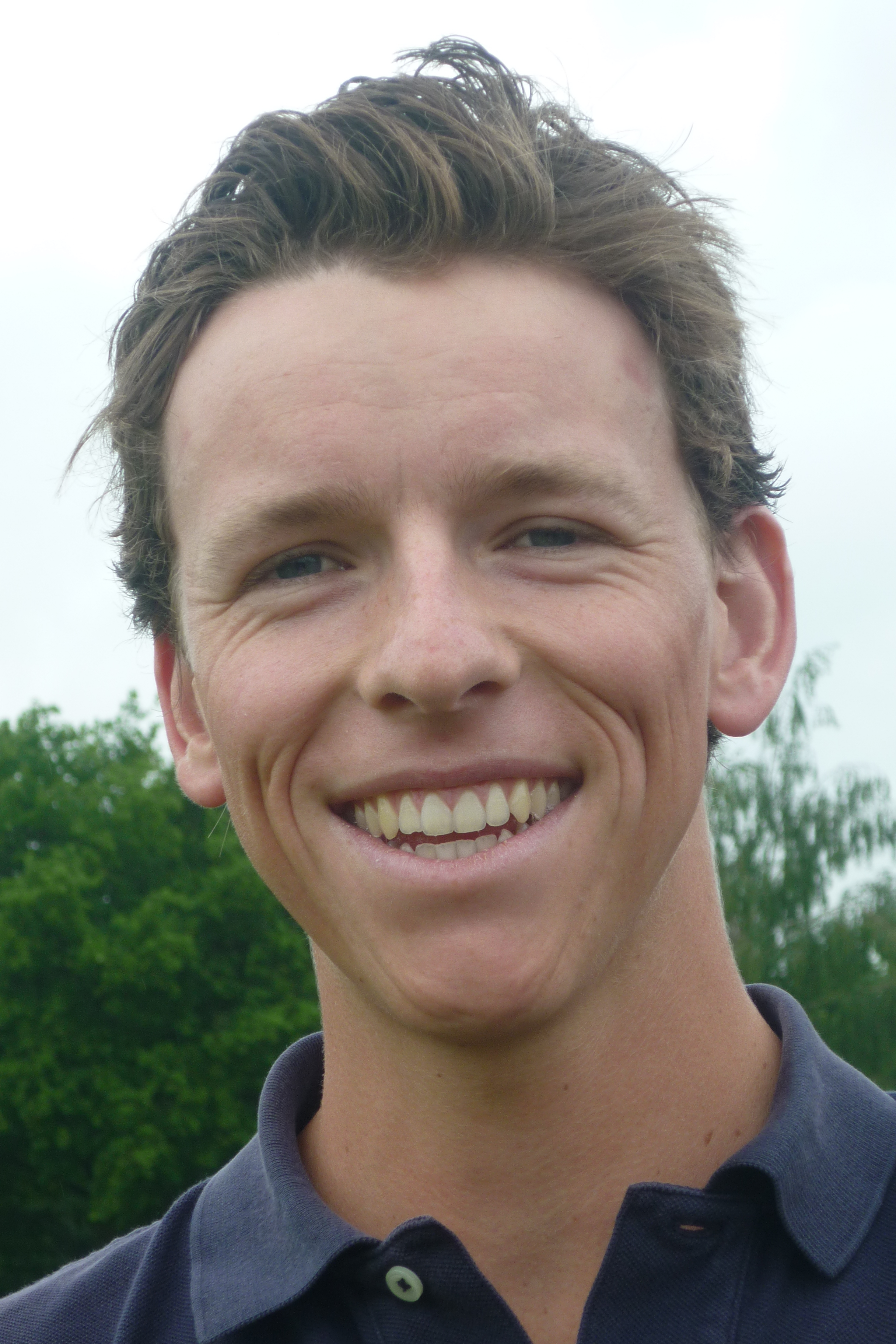
Pim Gebuis (1989) amateur, lid van Rijswijk
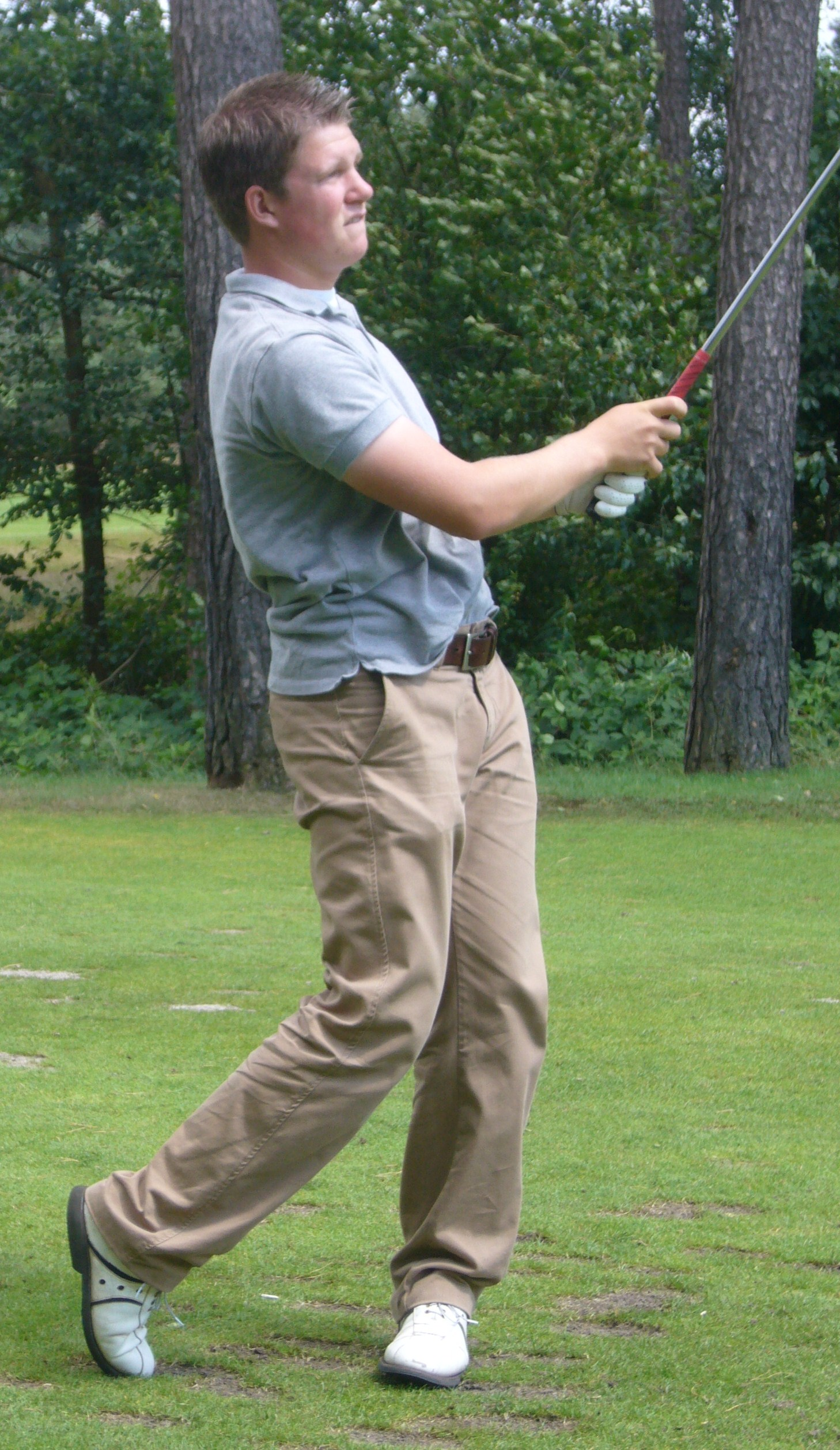
Robin Kind (1991) amateur, lid van de Haagsche
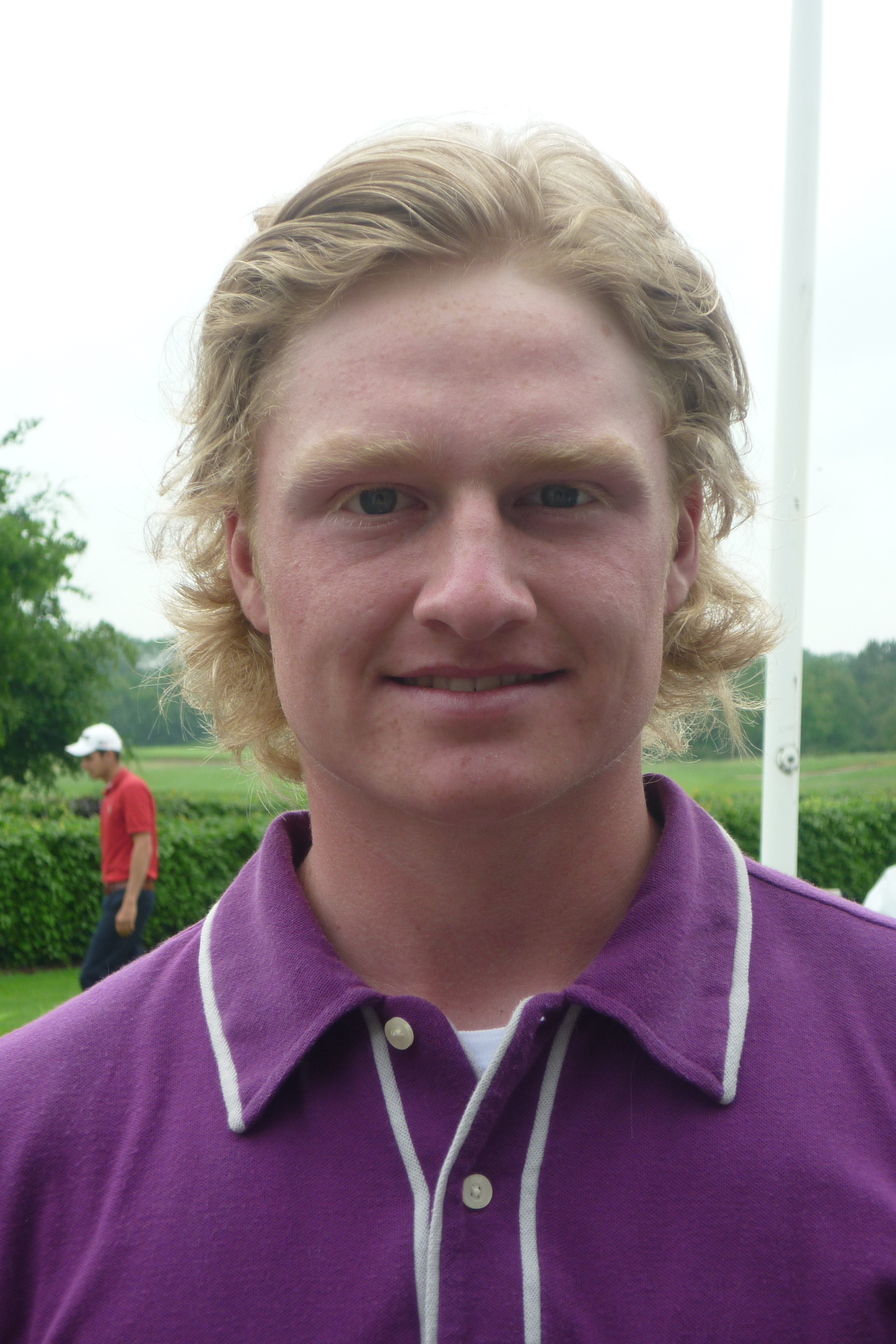
Jeroen Krietemeijer (1993), amateur, lid van Prise d'Eau

#### Ronde 2
Het is broeiend weer. De 19-jarige Daan Huizing heeft weer een ronde van 67 gemaakt en staat vier slagen voor op Ronald Stokman. Precies zestig spelers hebben zich met een score van +8 of beter voor het weekend gekwalificeerd. Er wordt donderdag van 8:00 uur tot 9:40 uur op twee tees gestart.

#### Ronde 3
Amateur Max Albertus evenaarde het toernooirecord, zijn score van 67 bracht hem naar een totaal van −6, waarna hij 'clubhouseleader' was totdat Daan Huizing binnenkwam. Deze had weer onder par gespeeld en kwam op een totaalscore van −13.

#### Ronde 4

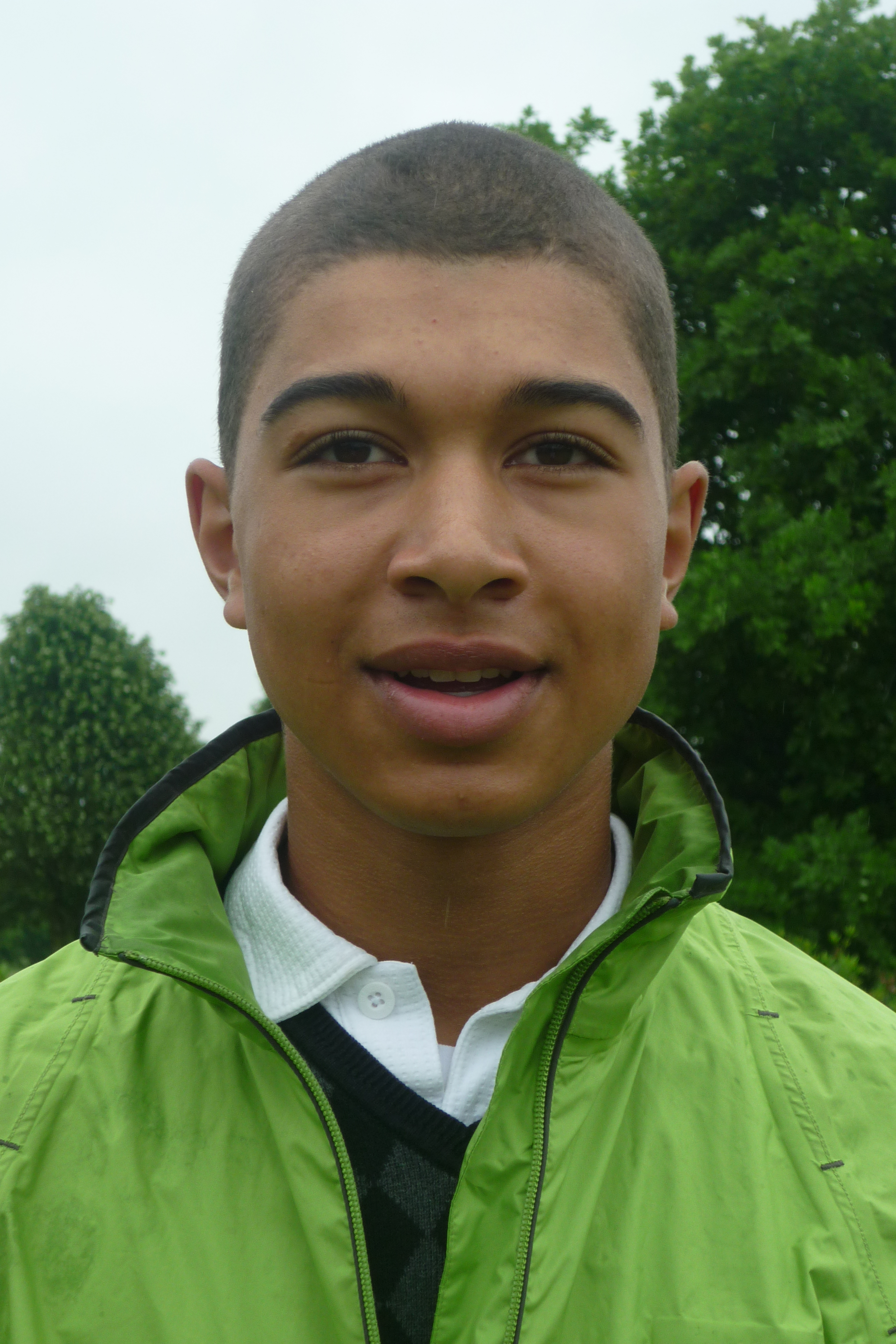
Max Albertus, ook een ronde van 67

Voor de vierde ronde zijn alle spelers op de eerste tee gestart, de laatste partij om 12:32 uur. Er speelden slechts twee spelers onder par. Sander van Duijn maakte enkele bogeys en slechts één birdie maar had zoveel voorsprong dat hij toch het toernooi won. 

Nicolas Nubé maakte een hole-in-one op hole 17.

Zie Volledige uitslag
| Eindstand | Naam                | Pro/AM | R1 | Score | Nr  | R2 | Score | Totaal | Nr   | R3 | Score | Totaal | Nr  | R4 | Score | Totaal |
| --------- | ------------------- | ------ | -- | ----- | --- | -- | ----- | ------ | ---- | -- | ----- | ------ | --- | -- | ----- | ------ |
| 1         | Daan Huizing        | AM     | 67 | −5    | 1   | 67 | −5    | −10    | 1    | 69 | −3    | −13    | 1   | 76 | +4    | −9     |
| 2         | Sander van Duijn    | Pro    | 69 | −3    | T2  | 70 | −2    | −5     | T3   | 74 | +2    | −3     | T5  | 69 | −3    | −6     |
| 3         | Robin Kind          | AM     | 69 | −3    | T2  | 70 | −2    | −5     | T3   | 74 | +2    | −3     | T5  | 70 | −2    | −5     |
| 4         | Rolf Muntz          | Pro    | 72 | par   | T18 | 73 | +1    | +1     | T26  | 68 | −4    | −3     | T5  | 73 | +1    | −2     |
| 5         | Max Albertus        | AM     | 71 | −1    | T14 | 72 | par   | −1     | T17  | 67 | −5    | −6     | 2   | 77 | +5    | −1     |
| T6        | Ronald Stokman      | Pro    | 70 | −2    | T8  | 68 | −4    | −6     | 2    | 74 | +2    | −4     | 4   | 76 | +4    | par    |
| T6        | Wouter de Vries     | AM     | 71 | −1    | T14 | 74 | +2    | +1     | T26  | 68 | −4    | −3     | T5  | 75 | +3    | par    |
| T8        | Joost Steenkamer    | Pro    | 72 | par   | T18 | 69 | −3    | −3     | T12  | 70 | −2    | −5     | 3   | 78 | +6    | +1     |
| T8        | Rowin Caron         | AM     | 70 | −2    | T   | 73 | +1    | −1     | T 17 | 73 | +1    | par    | T17 | 73 | +1    | +1     |
| T10       | Robin Swane         | Pro    | 75 | +3    | T40 | 69 | −3    | par    | T12  | 69 | −3    | −3     | T5  | 77 | +5    | +2     |
| T10       | Nicolas Nube        | Pro    | 75 | +3    | T40 | 69 | −3    | par    | T12  | 69 | −3    | −3     | T5  | 77 | +5    | +2     |
| T10       | Floris de Haas      | AM     | 73 | +1    | T22 | 72 | par   | +1     | T26  | 69 | −3    | −2     | 11  | 76 | +4    | +2     |
| T13       | Willem Vork         | AM     | 71 | −1    | T   | 74 | +2    | +1     | T26  | 73 | +1    | +2     | T   | 73 | +1    | +3     |
| T13       | John Boerdonk       | Pro    | 69 | −3    | T2  | 73 | +1    | −2     | 8    | 75 | +3    | +1     | T14 | 74 | +2    | +3     |
| 17        | Jeroen Krietemeijer | AM     | 69 | −3    | T2  | 71 | −1    | −4     | 5    | 73 | +1    | −3     | T5  | 80 | +8    | +5     |
| T19       | Pim Gebuis          | AM     | 69 | −3    | T2  | 76 | +4    | +1     | T16  | 74 | +2    | +3     | T22 | 76 | +4    | +7     |
| T26       | Dylan Boshart       | AM     | 69 | −3    | T2  | 75 | +3    | par    | T12  | 76 | +4    | +4     | T26 | 77 | +5    | +9     |

- Groene score is toernooirecord

### De spelers
Er zijn 132 deelnemers, waaronder zes voormalige winnaars. Jurrian van der Vaart, winnaar van 2009 en nadien professional geworden, is afwezig, want hij speelt op de EPD Tour in Denemarken.
| Professionals - Kari Bakker - Erik Bekker - Hayo Bensdorp - Rinus van Blankers - John Boerdonk - Thijs Boomsma - David Carazo - Ben Collier - Simon Crosby - Bobbie van Deijl - Edwin Derksen - Jan Dorrestein - Sander van Duijn - Maarten van Eijck - Jules Franse - Kars Gresel - Dennis Hardenbol - Andrew Hastie - Dave Hoekstra - Ferry Holthuysen - Jan-Willem van Hoof - Jos van den Hurk - Derrick Ingram - Michiel Janbroers - Floris Josten - Wim van Kaathoven - Jules Kappen - Niels Kraaij - Gijs Kras (winnaar 2004) - Wilfred Lemmens - Stephane Lovey (winnaar 2000) - Marco van Maaren - Stuart Mathie (winnaar 1998) | - Greg McClurkin - Maikel Meerman - Ralph Miller - Rolf Muntz (winnaar 1994, 1995) - Tammo Murris - Sven Muts - Jan Maarten Nijhoff - René Nijhuis - Nicolas Nube - Alexander Renders - Mark Reynolds - Walter Ritzer - Alain Ruiz Fonhof - Xavier Ruiz-Fonhof - Reinier Saxton - Bas Scheepens - Ramon Schilperoord - Jesse Schmidt - Andrew Scullion - Brian Schutz - Brian Seton - Peter Smith - Thijs Spaargaren - Joost Steenkamer (winnaar 2002) - Ronald Stokman - Robin Swane (winnaar 2007) - Joes van Uden - Hiddo Uhlenbeck - Ricardo van den Venn - Marcel Vollema - Ruben Wechgelaer - Marc Whittingham - Jonathan Willis | Amateurs - Max Albertus - Teemu Bakker - Tristan Bierenbroodspot - Maarten Bosch - Dylan Boshart - Eric Rubay Bouman - Leon Broenink - Rowin Caron - Remy Ceulemans - Michael Chong - Jesper van Dijk - Menno van Dijk - Darius van Driel - Aaron van den Dungen - Richard Eccles - Berend den Engelsman - Frank van Es - Pim Gebuis - Bernard Geelkerken - Axel Geers - George Gleichman - Giesbert Gommers - Matti de Gram - Floris de Haas - Rody Haije - Mike Harms - Helmuth van Heel - Pieter Hendriks - Nigel Hitches - Berend van Holthuijsen - Hidde-Jan Hoogendoorn - Frank van Hoof - Rick Huijsman | - Daan Huizing - Laurens Jansen - Aron Joustra - Robin Kind - Walt van der Kolk - Michael Kraaij - Jeroen Krietemeijer - Igor Mandjes - Sven Maurits - Lars van Meijel - Rob Menting - Thomas Merkx - Ricky Mok - Fernand Osther - Duane Peeters - Sander Plug - Tim van Polen - Kevin Reints - Simon Simonse - Tjeerd Staal - Tom Stam - Tommy Terng - Wesley Theunissen - Ruben van Uden - Philip Umedaly - Nick Veldman - Martijn Vermei - Rob van de Vin - Willem Vork - Jules de Vries - Wouter de Vries - Robbie van West - Jelle Zaanen |

## Nationaal Open Dames

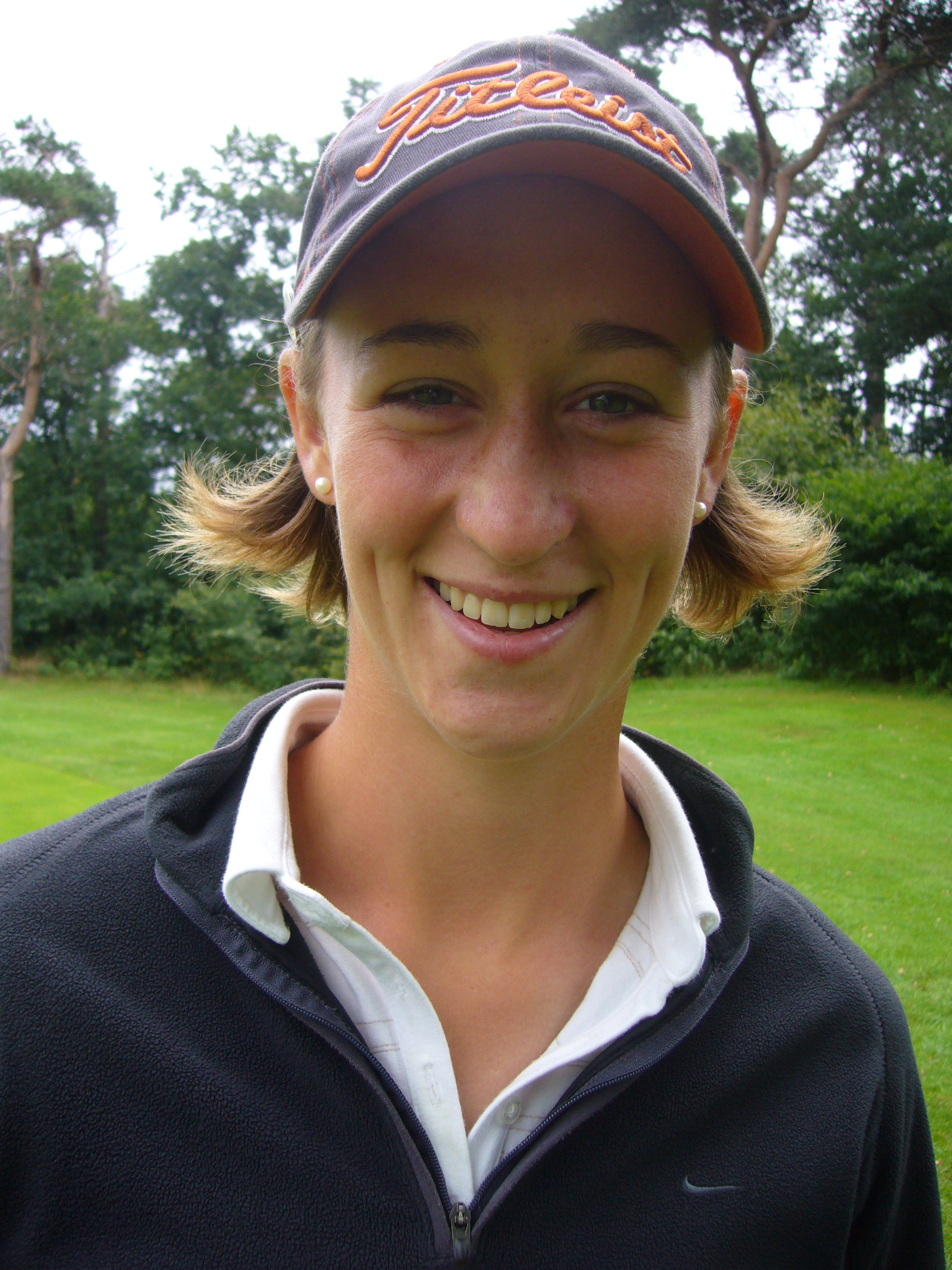
Chrisje de Vries

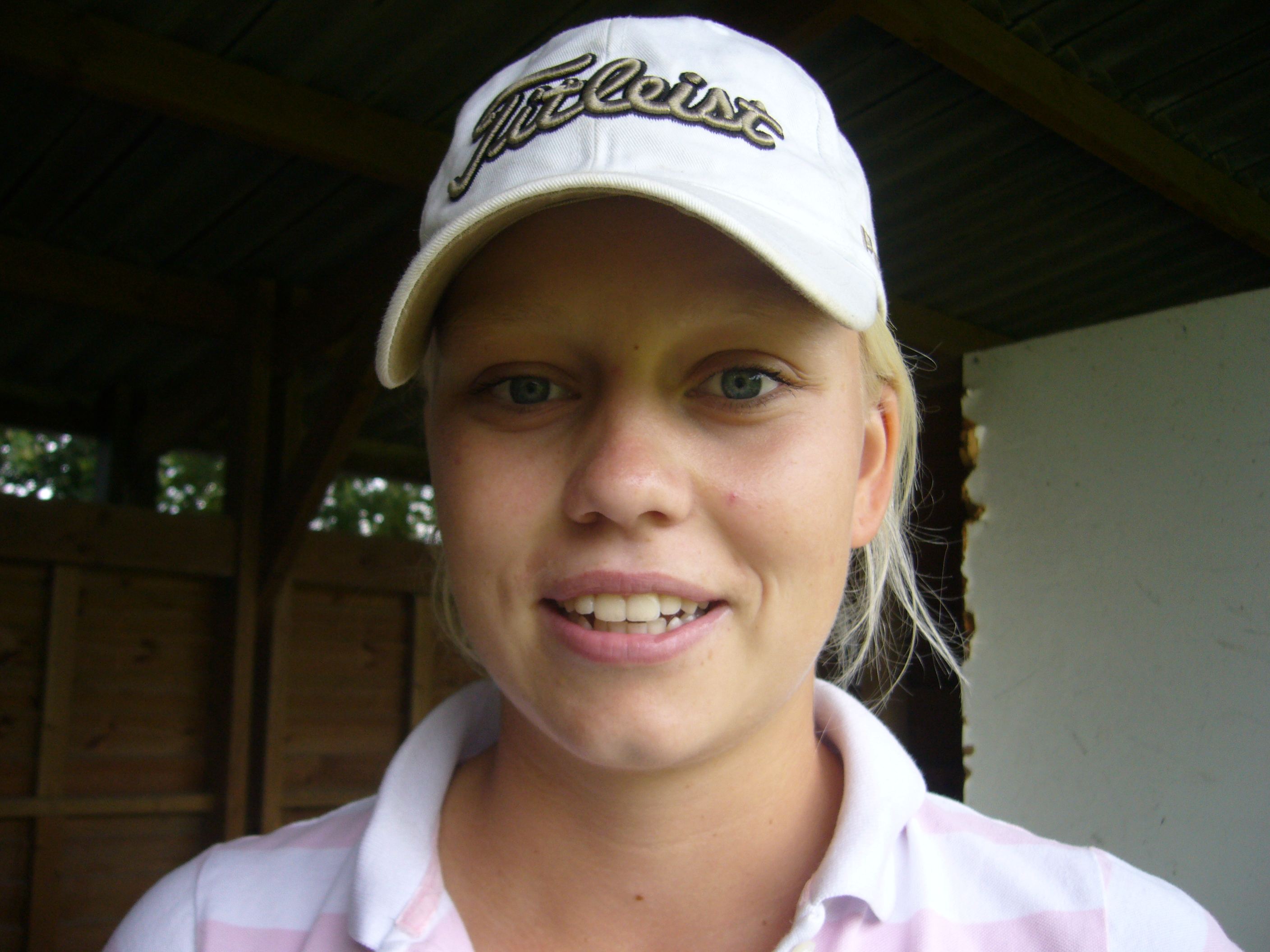
Caroline Karsten

Donderdag was er een Pro-Am, waarin twee teams van Best meespelen. Hierin staan de clubkampioenen en de runners-up opgesteld.

### Versloop
De strijd gaat volgens verwachting tussen twee van onze top-amateurs, in dit geval tussen Chrisje de Vries en Caroline Karsten. Beiden hebben de eerste twee rondes onder par gespeeld en beiden doen dat niet in de derde ronde. Grote verrassing is de 14-jarige Charlotte Puts van Crossmoor, zij staat na twee rondes par en daarmee mooi op de derde plaats. Het toernooirecord staat nu op naam van Krista Bakker van De Graafschap, zij maakte in de eerste ronde 79 en de tweede ronde een schitterende score van 67 en steeg daarmee naar een gedeeld zesde plaats.
Voor de derde en laatste ronde hebben zich 24 dames gekwalificeerd waaronder tien van de twaalf professionals. De leiders zijn om 8:40 uur gestart.
Chrisje de Vries maakte een eagle op hole 7 en twee bogeys op 13 en 14 voor een rondje van 72; zij won het toernooi met een totaal van 210 (−6). De jeugdige Charlotte Puts was de enige die de derde ronde onder par speelde en werd tweede. De derde speelster die het toernooi onder par speelde was Caroline Karsten. Beste professional was Mette Hageman.
| Eindstand | Naam                     | Pro/Am | R1 | Score | Nr  | R2 | Score | Totaal | Nr | R3 | Score | Totaal |
| --------- | ------------------------ | ------ | -- | ----- | --- | -- | ----- | ------ | -- | -- | ----- | ------ |
| 1         | Chrisje de Vries         | Am     | 70 | −2    | 1   | 68 | −4    | −6     | 1  | 72 | par   | −6     |
| 2         | Charlotte Puts           | Am     | 74 | +2    | 6   | 70 | −2    | par    | 3  | 69 | −3    | −3     |
| 3         | Caroline Karsten         | Am     | 71 | −1    | T2  | 69 | −3    | −4     | 2  | 74 | +2    | −2     |
| 4         | Mette Hageman            | Pro    | 71 | −1    | T2  | 74 | +2    | +1     | T4 | 73 | +1    | +2     |
| 5         | Krista Bakker            | Am     | 79 | +7    | T12 | 67 | −5    | +2     | T6 | 76 | +4    | +6     |
| 6         | Marjan de Boer           | Pro    | 71 | par   | 4   | 74 | +2    | +2     | T6 | 76 | +4    | +6     |
| 7         | Ileen Domela Nieuwenhuis | Am     | 73 | +1    | 5   | 72 | par   | +1     | T4 | 77 | +7    | +6     |

### De speelsters
Er zijn 43 speelsters ingeschreven, waaronder twaalf professionals. Annemieke de Goederen leidt op dit moment de Ranking, zie [dode link], Sandra Eggermont staat op de tweede plaats. Ook vijf van de top 6-amateurs van 2009 zullen aanwezig zijn. Marieke Nivard, beste amateur tijdens het Ladies Open op Broekpolder, zou hier op haar thuisbaan spelen maar heeft zich afgemeld.
| Professionals - Lisa Aramaki - Ashley Bergwerff - Marjan de Boer - Marcella van der Bom - Jacqueline Dijkstra - Sandra Eggermont - Annemieke de Goederen - Sandy van Griensven - Mette Hageman - Martine Martens - Monique Paulus - Margaretha Susan | Amateurs - Krista Bakker - Giulia van den Berg - Désire Blaauw - Elise Boehmer - Tessa de Bruijn - Joyce Chong - Anne van Dam - Caroline Damen - Myrte Eikenaar - Sasja van der Es | - Isabelle Huijgen - Karin Jansen - Camilla Kars - Caroline Karsten - Nane Lagerwey - Daniëlle Leeman - Renske van Lent - Bianca van der Meer - Maaike Naafs - Ileen Domela Nieuwenhuis - Louise Poggio | - Charlotte Puts - Carla Raap - Simone Rietdijk - Lois Schoof - Floor Sinke - Charlotte Swinkels - Lisette Vos - Chrisje de Vries - Leonie Warringa - Karlijn Zaanen |